# Boeing 707
Boeing 707 je četvero-motorni putnički mlazni zrakoplov kojeg je izradila američka kompanija Boeing 1950. godine. Često je izgovaran kao sedam-nula–sedam. S isporučenih ukupno 1.010 komada boeingov avion je dominirao putničkim prijevozom tog doba. U listopadu 2006. 68 zrakoplova još uvijek je u redovnom servisu (od kojih su samo dva putničke inačice). Iako 707 nije prvi putnički mlazni avion (bio je to De Havilland Comet) prvi je uspješni komercijalni avion. Boeing je uveo u jednu od vodećih kompanija u tržištu putničkih zrakoplova i tako ucrtao put ostalim 7x7 modelima.

## Razvoj
707 nastao je na dizajnu zrakoplova poznatog kao 367-80 (Dash 80). Sam razvoj Dash-80 trajao je samo dvije godine, od projekta 1952. godine do prvog izlaska iz tvornice 14. svibnja 1954. Avion su pokretali Pratt & Whitney JT3C mlazni motori, civilna inačica J57 motora ugrađivanog na mnoge vojne zrakoplove (F-100, F-101, F-102, B-52).
Prototip je zamišljen kao civilni i vojni zrakoplov. Ratno zrakoplovstvo SAD-a (USAF) prvi su naručioci inačice za nadopunu goriva tijekom leta (KC-135 Stratotanker). Kako je još trebalo dokazati isplativost putničkog modela, Boeing je sav novac ulagao u razvijanje vojnih aviona. Razvoj posljednjeg putničkog aviona Boeing 377 Stratocruiser-a uzrokovao je gubitak od 15 milijuna USD kada su situaciju spasile USAF otkupom aviona koji je tada redizajniran u KC-97 Stratotanker.
Širina trupa Dasha 80 (3,35 m) mogla je smjestiti samo 2+2 sjedišta u jednom redu što nije osiguravalo isplativost putničke inačice, te je odlučeno proširiti trup na 3,65m, (kao i na K-135 Stratotankeru) kako bi se omogućila ugradnja 6 sjedišta u jednom redu. U to vrijeme Douglas je predstavio svoj zrakoplov, DC-8 sa širinom trupa od 3,73 m što je natjeralo Boeing za ponovni redizajn kabine 707 na sada 3,76 m. Prvi let Boeing 707-120 imao je 20. prosinca 1957.  a 18. rujna 1958. dobio je sve dozvole za ulazak u redovnu upotrebu.
Tadašnji Pan Am je 1955. naručio 20 aviona Boeing-707 i 25 avion Douglas DC-8 što je drastično povećalo kompanijski putnički kapacitet u odnosu na dotadašnju flotu elisnih aviona. Konkurencija između dva spomenuta aviona bila je velika i vodila se bespoštedna borba za tržište. Douglas je tada imao stabilnije tržište za putničke zrakoplove što je Boeing natjeralo na dodatna ulaganja. Redizajniranjem i povećanjem krila zrakoplova stvorena je nova inačica Boeing 707-320 s većim korisnim teretom i doletom.
Prvi komercijalni let B-707 bio je Pan-Amov iz New Yorka za Pariz 26. listopada 1958. B-707 postao je vrlo brzo najpopularniji mlazni avion tog vremena. Ubrzo je prouzročio brzi razvoj terminala zračnih luka, uzletno-sletnih staza, cateringa, prihvata i otpreme zrakoplova, sustava registracije putnika i ostalih područja zračnog prijevoza. Pojava ovog zrakoplova uzrokovala je i modernizaciju kontrole zračnog prometa kako bi se spriječile smetnje i međusobna ometanja s vojnim zrakoplovima.

## Inačice

### Civilni avioni
- 367-80 (Dash-80):  Originalni prototip korišten za razvoj 707, opremljen s četiri Pratt & Whitney JT3C motora koji daju po 44 kN potiska svaki. Prvi let bio je 15. srpnja 1954.
- 707-120:  Početna inačica izrađena u 69 komada. Avion je izrađen s dužim trupom i većim razmahom krila. Zrakoplov je mogao prevesti 179 putnika.  Inačica je dizajnirana za interkontinentalne letove koja su u pravilu zahtijevala među-slijetanje radi nadopune goriva. Na zrakoplov su ugrađena četiri Pratt and Whitney JT3C-6 turbomlazna motora, s 12.500 lbf potiska svaki. Maksimalna težina uzlijetanja ove inačice je 257.000 lb.  Prvi let bio je 20. prosinca 1954.
- 707-138:  Qantas ova narudžba 38 aviona. 13 iz ove serije bazirane na -120 ima skraćeni zadnji dio trupa i nešto povećani dolet.
- 707-220:  Ova inačica predviđena je za let u vrućim klimatskim uvjetima i većoj nadmorskoj visini. Ugrađeni su jači Pratt & Whitney JT4A-3 turbomlazni motori. Izrađeno je samo 5 aviona za Braniff International Airways označenih kao model 707-227.  Avioni su se prestali koristiti dolaskom 707-120B koji su imali turbo-fen motore.
- 707-320 Intercontinental:  Produžena inačica (2,54 m) originalnog modela izrađena u 69 komada. Avion pokreću četiri turbomlazna JT4A-3 motora od kojih svaki ima potisak od 15.800 lbst.  Mogao je prevesti do 189 putnika. U produžena krila stalo je više goriva s čime se je povećao dolet na 1.600 milja a maksimalna težina uzlijetanja na 316.000 lb. Prvi let bio je 11. siječnja 1958.

- 707-120B:  Inačica na kojoj su ugrađeni jači, tiši i ekonomičniji JT3D-3 turbo-fen motori s 18.000 lbf potiska svaki. Na napadnu ivicu krila ugrađena su dodatna predkrilca a povećane su i repne površine. Uz mnoge prerađene inačice -120 (uključujući i Qantasove avione koji su nakon modifikacije označeni kao 707-138B) izrađena su i 72 nova aviona ovog modela. Prvi let -120B imao je 22. lipnja 1960.
- 707-320B:  Usporedno s modifikacijom -120 inačice rađena je i modifikacija -320 inačice. Ugrađeni su novi turbofen motori kao na -120B modelu i urađene su iste modifikacije na konstrukciji s čime je povećana maksimalna težina uzlijetanja na 335,000 lb.  Izrađeno je 175 aviona 707-300B aircraft were produced, plus modernizirane inačice originalnog -320 modela.   Među zadnjim narudžbama ovog modela bila je od strane Iranske vlade za 14 707-3J9C VIP aviona s mogućnošću nadopune goriva tijekom leta.
- 707-320B Advanced:  Ugrađena su troslojna zakrilca što je dodatno smanjilo brzinu slijetanja i uzlijetanja te poboljšalo raspored sile uzgona na krilu. Time je omogućeno i micanje stabilizatora s donje strane zadnjeg dijela trupa koji je ugrađivan na prijašnje inačice.  Ovakvo krilo ugrađivano je i na -320C.
- 707-320C:  Inačica aviona koja se iz putničkog modela mogla pretvoriti u cargo avion i obratno. Za razliku od prethodnog modela na -320C pojačana je podna nosivost i ugrađena su cargo vrata.  Izrađeno je 335 aviona. Iako postoji mogućnost pretvorbe većina aviona isporučena je samo kao cargo inačica.
- 707-420:  A version of the 707-320 izrađena po posebnim zahtjevima British Overseas Airways Corporation (BOAC) s ugrađenim Rolls-Royce Conway 508 turbofen motorima s 17.500 lbf svaki. Iako je BOAC započeo program, Lufthansa je prvi naručitelj a prva isporuka bila je 18. veljače 1960. za Air Indiju. Izrađeno je 37 aviona.
- 707-700:  Testna inačica namijenjena za ispitivanje upotrebe CFM International's CFM56 motora na konstrukciji 707 aviona radi moguće zamijene na postojećim zrakoplovima. Nakon testiranja ova posljednja konstrukcija komercijalnih aviona opremljena je kao i 707-320C i isporučena Moroccan Air Force-u kao avio-cisterna kupnja je obavljena kao "civilna" a ne "vojna". Boeing odustaje od ovog programa smatrajući ga kao (financijsku) prijetnju započetom Boeing 757 programu.
- 720:  Prvobitno označen 707-020  inačica kasnije je promijenjena u 720 U biti je to modificirani model 707-120 sposoban za uzlijetanje s kraćih uzletno-sletnih staza. Lakši je i brži od originalnog 707 i ima pojednostavljenu strukturu krila. Prodano je samo nekoliko primjeraka ovog modela. Prvi let avion je imao 23. studenog 1959. godine a izrađeno je 64 komada. Na tržištu je zamijenjen s Boeingom 727.
- 720B:  Inačica 720 s JT3D-1-MC6 turbofen motorima s 17,000 lbf potiska svaki.  Ukupna težina uzlijetanja povećana je na 235,000 lb.  Uz modificirane 720 modele izrađeno je još 88 novih aviona.

### Vojni avioni
Vojska SAD-a kao i vojska ostalih zemalja višenamjenski koristi civilni 707 u raznih konfiguracijama.
- C-18: Vojna konfiguracija 707-320C inačice.
  - C-18A: Osam 707-323C kupljenih aviona od American Airlines kompanije za obuku posade. Kasnije je četiri aviona preinačeno u EC-18B, dva su postala EC-18D, jedan C-18B dok jedan preostali nije ušao u servis nego se koristi za rezervne dijelove.
  - C-18B: Jedan C-18A modificiran s instrumentima i opremom za podršku Military Strategic and Tactical Relay System.[4]
  - EC-18B: Četiri C-18As preinačene zajedno s Boeing EC-135 za Advanced Range Instrumentation Aircraft ARIA zadatke kao podrška Apollo space programu.[4]
  - EC-18C:Original designation for two prototype J-STAR aircraft, later redesignated E-8A.
  - EC-18D: Dva C-18As preuređena za kontrolu krstarećih projektila.[4]
  - TC-18E: Dva otkupljena aviona (od Trans World Airlines) 707-331 preinačena za obuku E-3 pilota i posade.[4]
  - TC-18F: Dva otkupljena aviona (od TAP-a) 707-382 preinačena za obuku E-6 pilota.[4]
- C-137 Stratoliner: USAF je kupilo veći broj 707 C-137 serije. 
  - VC-137A: Tri 707-153 s 22 VIP i za pružanje komande za zračnu podršku.
  - VC-137B: Na tri VC-137A zamijenjeni su motori s četiri JT3D-3 mlazna motora.
  - C-137B: Tri VC-137Bs redizajnirana su nakon prestanka potrebe za VIP dijelom zrakoplova.
  - VC-137C: Dva 707-353B kupile su USAF (jedan 1961. i jedan 1972.) za prijevoz predsjednika SAD-a. Označeni su kao SAM 26000 i SAM 27000, redesignated C-137C.
  - C-137C: Dva redizajnirana VC-137C, nakon prestanka potrebe da lete kao predsjednički zrakoplovi.
  - EC-137D: Dva zrakoplova opremljena za rano otkrivanje neprijateljskih ciljeva. Kasnije su na zrakoplovima promijenjeni motori i te su raizajnirani u E-3A. Još jedan nabavljeni, već korišten 707-355C preinačen je kao komandni zrakoplov.
  - CC-137 Husky: Oznaka aviona 707-347C koji leti za kanadske zračne snage
  - KC-137: Avion cisterna za nadopunu goriva tijekom leta kojeg su kupile brazilske zračne snage.[5][6]
- E-3 Sentry: AWACS (eng. Airborne warning and control system)  je zrakoplov za nadgledanje, komandu, kontrolu i komunikaciju u svim vremenskim uvjetima. Baziran je na 707-320B i izrađivan sve do 1992. godine. Izrađeno je ukupno 68 komada.
  - Boeing Sentry AEW1: The RAF oznaka za sedam E-3D AWACS zrakoplova.
  - KE-3A: Royal Saudi Air Force kupile su osam E-3 aviona izrađenih kao avio-cisterne.
- E-6 Mercury: Inačica 707-320, koja se koristi kao cantar zračne podrške i komande u direktnoj nadležnosti Nacionalne Sigurnosti SAD-a.  Zadatak mu je usmjeravanje podmornica s balističkim nuklearnim projektilima. Trenutno postoji samo jedan zrakoplov s ovom, E-6B, modernizirana inačica E-6A.
- E-8 Joint STARS: The E-8C (eng. Joint Surveillance Target Attack Radar System) je USAF komandni zrakoplov s vojnom komandom, za otkrivanje, nadgledanje i procjenu neprijateljskih snaga kao i za potporu napada na neprijateljske ciljeve.
- 707T/T: Inačica izrađena kao Tanker/Transport. Talijanske zračne snage kupile su četiri preinačena 707 zrakoplova, tri kao cisterne za nadopunu goriva tijekom leta i jedan teretni zrakoplov za zračnu podršku. 2007. godine još dva zrakoplova bila su u upotrebi.[7][8]

## Isporuka
| 1994 | 1993 | 1992 | 1991 | 1990 | 1989 | 1988 | 1987 | 1986 | 1985 | 1984 | 1983 | 1982 |
| ---- | ---- | ---- | ---- | ---- | ---- | ---- | ---- | ---- | ---- | ---- | ---- | ---- |
| 1    | 0    | 5    | 14   | 4    | 5    | 0    | 9    | 4    | 3    | 8    | 8    | 8    |
| 1981 | 1980 | 1979 | 1978 | 1977 | 1976 | 1975 | 1974 | 1973 | 1972 | 1971 | 1970 | 1969 |
| 2    | 3    | 6    | 13   | 8    | 9    | 7    | 21   | 11   | 4    | 10   | 19   | 59   |
| 1968 | 1967 | 1966 | 1965 | 1964 | 1963 | 1962 | 1961 | 1960 | 1959 | 1958 | 1957 | 1956 |
| 111  | 118  | 83   | 61   | 38   | 34   | 68   | 80   | 91   | 77   | 8    | 0    | 0    |

## Usporedba
|                                      | 720 (707-020)                    | 707-120B                         | 707-320B                              |
| ------------------------------------ | -------------------------------- | -------------------------------- | ------------------------------------- |
| Putnici                              | 140                              | 110 (2 klase) 179 (1 klase)      | 147 (2 klase) 202 (1 klasa)           |
| Maksimalna težina uzlijetanja        | 100.800 kg                       | 116.570 kg                       | 151.320 kg                            |
| Težina zrakoplova                    | 103,145 lb                       | 55.580 kg                        | 66.406 kg                             |
| Dužina uzlijetanja pri(MTOW)         | 2.515 m                          | 3.330 m                          | 3.280 m                               |
| Dužina slijetanja                    | 1.740 m                          | 1.875 m                          | 3.280 m                               |
| Dolet s maksimalnim korisnim teretom | 3,680 NM (6.800 km)              | 3,680 NM (6.820 km)              | 3.735 NM (6.920 km)                   |
| Brzina krstarenja                    | 999 km/h                         | 1000 km/h                        | 972 km/h                              |
| Dužina                               | 41,25 m                          | 44,07 m                          | 46,61 m                               |
| Razmah krila                         | 39,90 m                          | 39,90 m                          | 44,42 m                               |
| Visina                               | 12,65 m                          | 12,93 m                          | 12,93 m                               |
| Širina trupa                         | 3,76 m                           | 3,76 m                           | 3,76 m                                |
| Motori (4 x)                         | Pratt & Whitney JT3C-7 - 53.3 kN | Pratt & Whitney JT3D-1 - 75.6 kN | PW JT3D-3 - 80 kN PW JT3D-7 - 84.4 kN |

## Vanjske poveznice
- boeing.com/commercial/707family/
- airlinercafe.com/ Ultimate Boeing 707 Guide   Arhivirana inačica izvorne stranice od 17. ožujka 2021. (Wayback Machine)
- airliners.net/